# Hamlets
Hamlets (conocido previamente como IBM Servlet-based Content Creation Framework) es el nombre de un sistema de código abierto para generar páginas de web, desarrollado originalmente por René Pawlitzek en IBM. Un Hamlet se define como una extensión a un servlet que lee plantillas en formato XHTML usando SAX (Simple API for XML), añadiendo contenido dinámicamente en lugares de la plantilla que están señalados con etiquetas e identificadores especiales. Un compilador de plantillas puede usarse para acelerar la operación de Hamlets.
Hamlets proporciona un framework que facilita el desarrollo de aplicaciones basadas en Web, y que es fácil de usar y de entender, ligero y pequeño, basado en servlets. Hamlets no solo soporta sino que hace obligatoria la separación entre contenido y presentación.